# Относовское сельское поселение
Относовское сельское поселение — упразднённое муниципальное образование в составе Вяземского района Смоленской области России.
Административный центр — деревня Относово.
Образовано Законом Смоленской области от 28 декабря 2004 года. Упразднено Законом Смоленской области от 25 мая 2017 года с включением всех входивших в него населённых пунктов в Андрейковское сельское поселение.

## Географические данные
- Общая площадь: 236,2 км²
- Расположение: западная часть Вяземского района
- Граничит:
  - на севере — с Масловским сельским поселением
  - на северо-востоке — с Андрейковским сельским поселением
  - на юго-востоке — с Поляновским сельским поселением
  - на юго-западе — с Российским сельским поселением
  - на западе — с Сафоновским районом
- По территории поселения проходит железная дорога Москва — Минск, имеется станция: Ждановка.

По территории поселения проходит автодорога М1 «Беларусь».
- Крупные реки: Вязьма, Осьма.

## Население
| 2011 | 2012  | 2013  | 2014  | 2015  | 2016  | 2017  |
| ---- | ----- | ----- | ----- | ----- | ----- | ----- |
| 1516 | ↘1511 | ↘1502 | ↘1484 | ↘1463 | ↘1435 | ↘1401 |

## Населённые пункты
В состав поселения входили следующие населённые пункты:
- Относово, деревня
- Аделаидено, деревня
- Аношино, деревня
- Артёмово, деревня
- Березняки, посёлок
- Вяземский, село
- Годуново, деревня
- Горнево, деревня
- Григрево, деревня
- Дорохово, деревня
- Жданово, деревня
- Золотарёвка, деревня
- Иваново, деревня
- Киево, деревня
- Козулино, деревня
- Коробово, деревня
- Мишино, деревня
- Петино, деревня
- Победа, деревня
- Ризское, село
- Степаньково, деревня
- Струково, деревня
- Суровцево, деревня
- Тарасово, деревня
- Тихоново, деревня , 8 чел
- Чепчугово, деревня , 38 чел
- Чёрное, деревня , 362 чел
- Юфаново, деревня , 2 чел
- Ямново, деревня , 12 чел

Общая численность населения — 1539 человек.